# Sustine et abstine

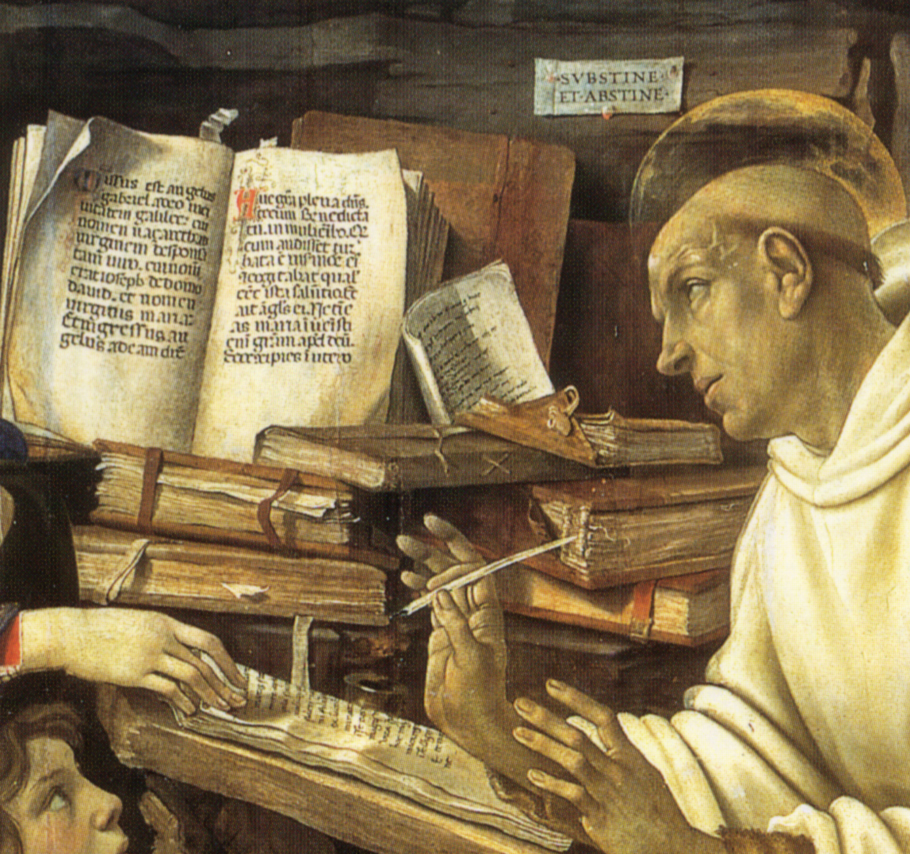
Détail de l'œuvre de Filippino Lippi, L'Apparition de la Vierge à saint Bernard, datant de 1486 sur laquelle l'inscription « (variante de)•• » figure au-dessus de l'auréole de saint Bernard de Clairvaux.

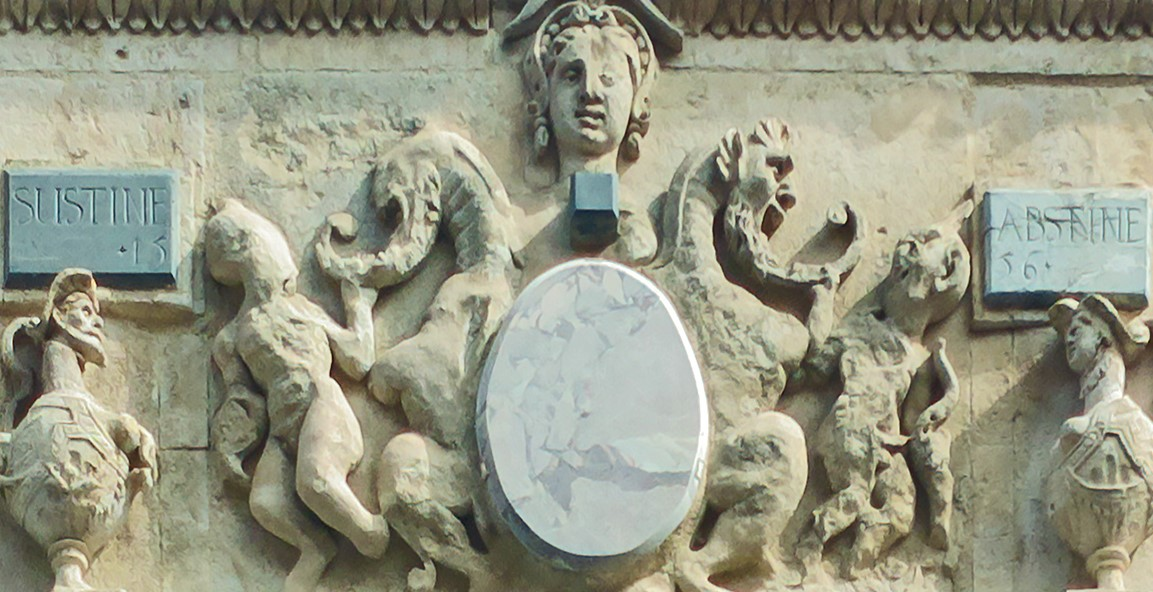
« » et « » inscrits en 1556 sur la partie haute du portail de l'hôtel Felzins à Toulouse.

Sustine et abstine (svstine•et•abstine) est la maxime des stoïciens (traduite du grec ancien : ἀνέχου καὶ ἀπέχου, anekhou kai apekhou) qui signifie littéralement « Supporte et abstiens-toi ». Elle est attribuée à Épictète (Ier et IIe siècles apr. J.-C.) mais rapportée par son élève Arrien.

## Histoire
La devise est attribuée à Épictète, le philosophe majeur du stoïcisme impérial, et est donnée comme maxime synthétique de l'esprit de son œuvre. Elle devint par la suite maxime de l'ensemble de l'école du Portique. Bien que les Stoïciens aient vu d'un mauvais œil la christianisation de l'Empire romain, les premiers chrétiens s'inspirèrent de la morale stoïcienne pour régir leur vie monastique. Le Manuel d'Épictète était jugé comme conforme à la vie chrétienne, la maxime fut ainsi inscrite sur de nombreux lieux de cultes ou ouvrages à caractère religieux et ce malgré le but différent des deux doctrines (bonheur individuel pour le stoïcisme, soumission à Dieu pour le christianisme) et les moyens différents de les atteindre (concept de citadelle intérieure permettant de mieux vivre sa vie sociale pour le stoïcisme en opposition avec l'isolement prôné par le monachisme chrétien). À partir de la Renaissance et du siècle des Lumières qui vit la redécouverte de la philosophie antique elle fut à nouveau associée au monde laïc.

## Signification
Le stoïcisme considère que pour atteindre le bonheur l'individu doit vivre en accord avec la nature (c'est-à-dire comprendre et accepter les lois naturelles qui régissent le monde) et donc ne diriger sa vie qu'en se servant de sa raison. Conformément à la tradition stoïcienne, Épictète insistait également sur le fait de distinguer :
- les choses qui dépendent de nous et sur lesquelles nous devons concentrer nos efforts[3];
- les choses qui ne dépendent pas de nous et sur lesquelles nous n'avons aucune influence.

Pour vivre heureux et libre, il ne faut pas lutter en vain contre ce qui ne dépend pas de nous, mais au contraire l'accepter et nous abstenir des vices qui nous empêchent d'avoir un raisonnement rationnel. C'est le sens de cette maxime : « Supporte » tous les maux qui ne dépendent pas de toi et « abstiens-toi » des passions (au sens philosophique) qui altèrent ta raison.
Cette attitude doit également permettre d'atteindre l'ataraxie (« absence de troubles ») grâce à l'apatheia (« absence de passions »). Les stoïciens jugent en effet ces deux éléments indispensables afin de ne diriger sa vie que selon la raison (faculté de discernement basée sur la connaissance scientifique) et ainsi tendre vers la sagesse (sophia), condition de la liberté et du bonheur.

## Culture
- L'Apparition de la Vierge à saint Bernard (Filippino Lippi)